# Диоцез Юкона
Диоцез Юкона (англ. Diocese of Yukon) — епархия в составе церковной провинции Британская Колумбия и Юкон Англиканской церкви в Канаде. Епархия занимает Юкон и север Британской Колумбии, включает 24 прихода и 14 храмов. В настоящее время епархией управляет епископ Лесли Уиллер-Дейм.

## История
Христианство на территории современного Юкона появилось в середине XIX века. Его распространением среди коренных жителей занимались англиканские миссионеры. Первым англиканским клириком, служившим на этих землях, был священник Уильям Уэст Кирби (1827—1907), который весну и лето 1851 года провёл в Форт-Юконе.
Диоцез Селкирка был основан в 1891 году на территории, выделенной из состава диоцеза Маккензи-Ривер, который в то время входил в церковную провинцию Земля Руперта. Первым епископом Селкирка был известный миссионер Уильям Бомпас. В 1907 году епархия изменила название на диоцез Юкона. В 1947 году она была включена в церковную провинцию Юкона и Британской Колумбии.
В 1959 году, во время первого визита монаршей четы в Юкон, королева Елизавета II отсутствовала на воскресном богослужении в кафедральной Бревенчатой церкви из-за плохого самочувствия; она тяжело переносила первый триместр беременности. На богослужении монаршую чету представлял принц Филипп. Епископу Юкона были принесены извинения в виде личного письма королевы. 
В 1985 году диоцез посетил примас Церкви Англии, архиепископ Кентербери. Неоднократные визиты в епархию совершал примас Англиканской церкви Канады. В 1991 году в диоцезе Юкона прошла Северо-американская конференция деканов.